# Partîzanske, Dnipro
Partîzanske (în ucraineană Партизанське) este o comună în raionul Dnipro, regiunea Dnipropetrovsk, Ucraina, formată numai din satul de reședință.

## Demografie
Componența lingvistică a satului Partîzanske
     Ucraineană (88,23%)
     Rusă (11,39%)
     Alte limbi (0,12%)
Conform recensământului din 2001, majoritatea populației satului Partîzanske era vorbitoare de ucraineană (88,23%), existând în minoritate și vorbitori de rusă (11,39%).